# Język mandeali
Język mandeali (mandealski, himachali, mandi, mandialski, mandiali, pahari mandiyali) – język indoaryjski z grupy pahari zachodnich, którymi mówi około 623 tys. osób (2011) zamieszkujących głównie stan Himachal Pradesh.
Pozostaje w powszechnym użyciu. Wydawane są w nim gazety, nadaje się też pewne programy radiowe.
Jest zapisywany pismem dewanagari. Wcześniejsze pismo takri wyszło z użycia.